# CSM Flacăra Moreni

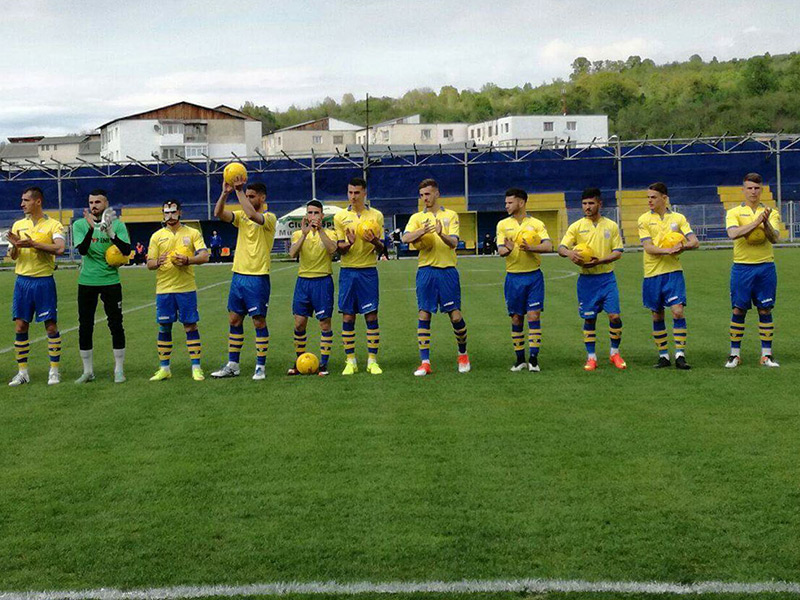
Flacăra Moreni el 2017.

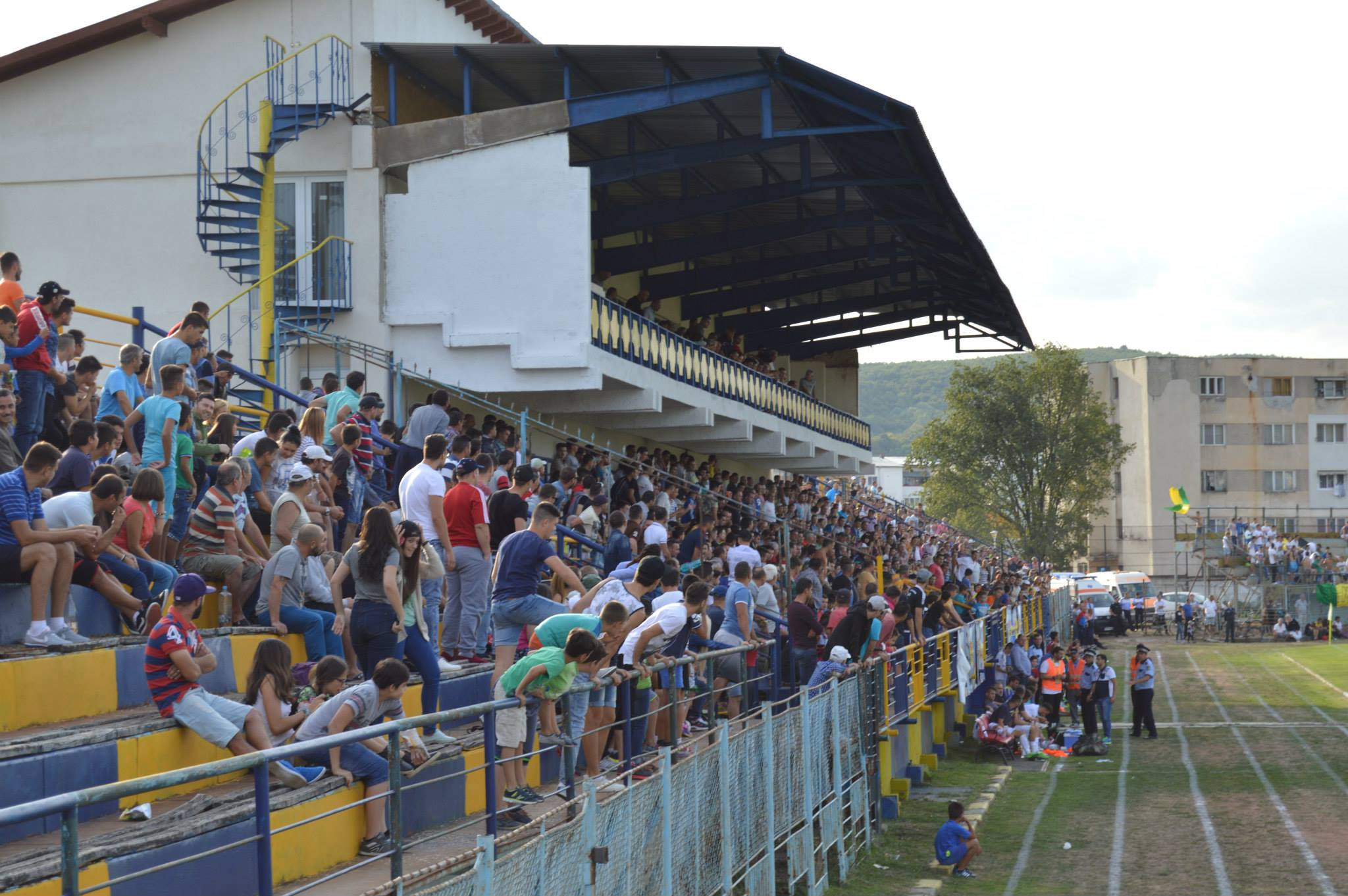
Flacăra Moreni seguidors el 2016.

El Clubul Sportiv Municipal Flacăra Moreni és un club de futbol romanès de la ciutat de Moreni.

## Història
El club va ser fundat l'any 1922. Evolució del nom:
- 1922-1950: Astra Română Moreni
- 1950-1977: Flacăra Moreni
- 1977-1985: Flacăra Automecanica Moreni
- 1985-present: Flacăra Moreni

La seva millor posició a la primera divisió romanesa fou una quarta posició la temporada 1988-89, que el classificà per la Copa de la UEFA de la temporada següent.

## Palmarès
- Segona divisió romanesa de futbol: 
  - 1985-86
- Tercera divisió romanesa de futbol: 
  - 1946-47, 1971-72, 1972-73, 1975-76, 1978-79, 1983-84
- Quarta divisió romanesa de futbol: 
  - 2015-16